# Kirsten van der Kolk
Kirsten van der Kolk (ur. 18 grudnia 1975 w Haarlem) – holenderska wioślarka. Dwukrotna medalistka olimpijska.
Sukcesy odnosiła w parze z Marit van Eupen. Startowały w dwójce podwójnej wagi lekkiej. Wspólnie brały udział w trzech igrzyskach (IO 00, IO 04, IO 08), na dwóch olimpiadach zdobywały medale: brąz w 2004 i złoto cztery lata później.

## Osiągnięcia
- Igrzyska Olimpijskie – Pekin 2008 – dwójka podwójna wagi lekkiej – 1. miejsce[2].